# Лучківка (Прилуцький район)
Лучкі́вка — село в Україні, у Прилуцькому районі Чернігівської області. Входить до складу Ічнянської міської громади.

## Географія
Село Лучківка знаходиться на лівому березі річки Іченька, вище за течією на відстані 1 км розташоване село Воронівка, нижче за течією на відстані 2 км розташоване село Грабів, на протилежному березі — село Червоне. До села примикає лісовий масив та ічнянський національний природний парк.

## Історія
Згадується 10 квітня 1707 року в універсалі прилуцького полковника Дмитра Горленка, де зазначається, що сотник Ічнянського полку Андрій Іванович Стороженко сплачує частину доходів «з млина та двох ділянок землі на річці Іченька на греблі Лучківській», які він придбав у козака Грицька Лучки (в універсалі прилуцького полковника Івана Носа від 27 лютого 1709 року попереднім власником млина значиться козак Акім Лучка, тож ймовірно село могло бути назване на честь одного з Лучків). 
Згодом ці землі успадкував сотник ічнянського полку Григорій Андрійович Стороженко, і вже 9 травня 1744 року  в купчіх переданих до прилуцької полкової канцелярії він сплачує на них податок.
Село і навколишні території входили в сферу впливу сім’ї Стороженків як мінімум до кінця XVIII ст. Наприклад, відомо, що 2 травня 1759 року Михайло Михайлович Стороженко купив у жителя села Лучківки Івана Свирського «гайок».
Список наявних у Малоросійській губернії селищ 1799-1801 років містить село Лучківку Переяславського повіту, де проживало 63 податкові душі.
Станом на 1832 рік позначена на мапі Шуберта і мала 34 двори. 1859 року - 30 дворів, 177 мешканців.
Відомо, що наприкінці ХІХ ст. село входило до Малодівицької волості Прилуцького повіту Полтавської губернії. У 1898 р. в селі було відкрито церковнопарафіяльну школу, а в 1905 р. спорудили для неї окреме приміщення. Школа мала попечителя — міщанина Тимофія Олексійовича Безміщенка. З 1912 р. школу очолив священник о. Симеон Абланський. У 1916 р. в школі навчалися 24 хлопчика та 13 дівчаток.